# Амио 110
Амио 110 (фр. Amiot 110) је француски ловачки авион. Први лет авиона је извршен 1928. године. 

Средином 1920-их година команда РВ Француске је објавила програм преоружања ловачке авијације. На конкурс су примани лаки потпуно метални авиони. На тај конкурс је из фирме Амио послат ловац под ознаком Амио 110 C1, висококрилац са парасол крилом. Као резултат испитивања испитивања поручен је супарнички ловац Нијепор-Делаж NiD-62.
Највећа брзина у хоризонталном лету је износила 296 km/h. Размах крила је био 10,5 метара, а дужина 6,50 метара. Био је наоружан са 2 митраљеза калибра 7,7 милиметара.

## Наоружање
| Наоружање авиона: Амио 110     |     |
| Ватрено (стрељачко) наоружање  |     |
| Топ                            |     |
| Митраљез                       |     |
| Калибар                        | 7,7 |
| Бомбардерско наоружање (бомбе) |     |
| Ракетно наоружање (ракете)     |     |